# Thuidium thermophilum
Thuidium thermophilum là một loài rêu trong họ Thuidiaceae. Loài này được Czernjadieva mô tả khoa học đầu tiên năm 2006.